# 강다예
강다예(多帠, 영어: Chou Tattoo)는 캐나다에서 활동중인 대한민국 타투이스트이다. Chou Tattoo, Tattooist Chou라는 예명으로 하이퀄리티 타투를 작업하는 최상급 타투이스트로 활동중이다. 동아대학교 미술학부를 졸업하고 2018년부터 본격적인 타투 예술활동을 시작하였다. 이후 INKED CIRCUS EXPO 등 해외의 저명한 타투 행사에서 다수 수상하여 각종 타투 저널로부터 스포트라이트를 받았고, MSN, 포브스와 같은 공신력 있는 외신에서도 보도되었다. 현재는 캐나다에서 타투이스트 및 인플루언서로 활동중이다.

## 수상
- 2024 Lecce tattoo Fest : Best of the day winner[7]
- 2023 Vancouver tattoo Show Best micro realism winner
- 2023 Inked circus Expo Best small color winner
- 2023 Inked circus Expo Best of the day winner[8]